# Raduga Ch-59
Raduga Ch-59 (kod NATO AS-13 Kingbolt) – rosyjski kierowany pocisk rakietowy klasy powietrze-ziemia  zaprezentowana po raz pierwszy w listopadzie 1991 roku na targach w Dubaju.
Ch-59 jest naprowadzana na cel telewizyjnie. Silnik rakietowy na paliwo stałe. Rakieta może być przenoszona przez samoloty MiG-27K (wyposażone w aparaturę do przekazywania komend drogą radiową APK-8) i Su-24M (aparatura APK-9). Nowszą wersją pocisku jest Raduga Ch-59M.

## Dane taktyczno-techniczne
- Masa: 760 kg
- Masa głowicy bojowej: 147 kg
- Długość: 5,37 m
- Średnica kadłuba: 0,38 m
- Rozpiętość: 1,26 m
- Prędkość: 285 m/s
- Zasięg: do 40 km